# مادس أستبرج
مادس أستبرج (بالنرويجية: Mads Østberg‏) مواليد 11 أكتوبر 1987، هو سائق راليات نرويجي بدأ مسيرته في سنة 2006. كان أول رالي له هو رالي السويد 2006. تسابق في بطولة العالم للراليات. فاز بـ سباق رالي واحد. صعد على المنصة 14 مرة خلال مسيرته.

## روابط خارجية
- مادس أستبرج على موقع IMDb (الإنجليزية)
- مادس أستبرج على موقع Rallye-info.com (الإنجليزية)
- مادس أستبرج على موقع eWRC-results.com (الإنجليزية)